# Штучний туман
Системи туманоутворення — це процес створення сприятливого мікроклімату та пилопригнічення за допомогою штучного туману. Застосовується у багатьох різноманітних сферах і став невід'ємною частиною споживання у більшості областях виробництва.
Сфери застосування систем туману:
- Створення сприятливого мікроклімату на відкритих територіях: майданах міст, парках, майданчиках ресторанів і кафе, аквапарках, бесідках, верандах, терасах.
- Пилопригнічення: в портах, фарбувальних цехах, каменедробарках, у місцях з безнапірним потоком, на кар'єрах і ГЗКах, складах, шахтах вантажно-розвантажувальних трапах, на конвеєрних стрічках, в місцях розвантаження залізничного та автотранспорту.
- Сільське господарство: теплиці, грибниці, оранжереї, зимові та літні сади.
- Тваринництво: птахоферми, свиноферми, конеферми, собачі розплідники.
- Охолодження прилавків супермаркетів: риби і морепродуктів, м'яса, овочів і фруктів, зелені.
- Кондиціювання: попереднє охолодження блоків кондиціонерів, чілерів.
- Деревообробна промисловість: обробка та зберігання деревини, виробництво в меблевих і лакофарбових цехах.
- Медицина: створення мікроклімату на складах лікарських препаратів.
- Текстильне виробництво.
- Прядильні цехи, склади готової продукції.
- Виробничі приміщення друкарень: виготовлення та зберігання паперу.
- Винні погреби.
- Боротьба з пилом, комарами, комахами.
- Оренда обладнання кейтеринговими компаніями.
- Декоративний туман.

## Принцип роботи системи туманоутворення
Ця система являє собою насос високого тиску від 70 до 120 бар, який подрібнює краплі води в дрібнодисперсний пил до діаметра 5 мікрон (що в 20 разів тонше волосся людини). При цьому з'являється ефект «блискавичного випаровування», що знижує температуру навколишнього середовища на 5-15 градусів, створюючи потрібний мікроклімат.
Для установки системи необхідно підведення води і електрику. Вода потребує попереднього очищення від механічних домішок, тому в системі перед насосом встановлюється звичайний колбовий фільтр побутового застосування. Система комплектується нейлоновими трубами різного діаметра, спеціальними туманоутворюючими форсунками, муфтами, фітингами, розрахованими для роботи до 200 бар. Всі форсунки виготовлені з нержавіючої сталі або нікельованої латуні. Моделі відрізняються діаметром вихідного отвору і відповідно витратою води. За бажанням у систему встановлюється керуючий процесор, який за заданою програмою здійснює включення подачі води. За рахунок регулювання часу роботи системи і часу паузи можна домогтися необхідного ступеня охолодження і зволоження.
Основним плюсом даного обладнання є енергозберігаючі характеристики, простота в монтажі, обслуговуванні та подальшій експлуатації. Догляд за системою не викличе проблем, необхідно лише у міру забруднення очищати форсунки і робити заміну масла в насосі за кожні 1000-1500 годин роботи системи 1 літр компресорного масла.

## Сфери застосування туманоутворення

### Створення сприятливого мікроклімату на відкритих територіях
Майдани міст, парки, майданчики ресторанів і кафе, аквапарки, бесідки, веранди, тераси
Унікальним рішенням зниження температури навколишнього середовища на відкритих територіях в жарку пору року є «Система туманоутворення», простіше кажучи, аналог «кондиціонера на вулиці». У місцях, де працюють системи охолодження туманом, є прекрасна можливість в спекотний день знаходитися не в приміщенні під кондиціонером, а на відкритому повітрі, не відчуваючи виснажливої спеки, в той же час «завіса» діє як бар'єр, утримуючи гаряче повітря, пил і комах зовні охолоджуваної території.

### Пилопригнітання
В портах, фарбувальних цехах, каменедробарках, у місцях з безнапірним потоком, на кар'єрах і ГЗКах, складах, шахтах вантажно-розвантажувальних трапах, на конвеєрних стрічках, в місцях розвантаження залізничного та автотранспорту
Системи використовуються для уловлювання пилу, що створюється сталеливарними і цементними заводами, пилу в місцях навантаження-розвантаження суден, у рудниках, сховищах гірських порід і вугілля, на переробних заводах.

### Сільське господарство
Теплиці, грибниці, оранжереї, зимові та літні сади
Туман — найкращий помічник при прискореному виробництві посадкового матеріалу, будь-якої розсади, вирощуванні грибів, може використовуватися для добрива та обробки рослин.
При правильному проектуванні, монтажі та експлуатації системи туманоутворення можна зробити істотний вплив на продуктивність теплиць. Разом з туманом, без участі людини, можна закачувати: фітогормони, хімзахист, добрива, білкове харчування, регулятори росту та інше. Сучасні системи туманоутворення можуть використовуватися цілий рік. Завдяки властивості «миттєвого випаровування», система може гарантувати охолодження і зволоження влітку. Одночасно ця ж система запобігає дегідратації рослин взимку. Це забезпечує ефективне і послідовне управління мікрокліматом без надмірної конденсації вологи. Такі системи за рахунок об'ємного впливу оптимальні для рослин, які стеляться, грибів, овочів, квітів або розсади дерев. Завдяки системі туманоутворення можна забезпечити високу щільність посадки рослин без побоювання розвитку хвороб і однорідності врожаю.

### Тваринництво
Розведення птахів, великої рогатої худоби, свиноферми, конеферми, собачі розплідники
Система туману дозволяє уникнути передчасного старіння птахів, не потрібного падежу і збільшенню виробництва яєць. Доведено, що створення оптимального рівня вологості (60-65%) у перші дні позитивно позначається на зростанні птахів. У разі великої рогатої худоби, охолоджувальна система зменшує теплове навантаження. У результаті цього підвищуються надої у корів, і тварини з'їдають більше корму, швидко набирають вагу і можуть дати приплід у більш молодому віці. При зниженні температури і створенні потрібного мікроклімату на типовій фермі, зайнятій розведенням свиней, поліпшуються цикли харчування тварин, за рахунок чого свині швидше набирають вагу.

### Охолодження, зволоження прилавків супермаркетів
Риба і морепродукти, м'ясо, овочі і фрукти, зелень
Завдяки системі туманоутворення, можна набагато збільшити термін зберігання м'яса та морепродуктів, овочів і фруктів, зелені на прилавках магазинів і ринків. Оброблений туманом продукт виглядає краще, зберігається довше і зберігає вагу, що покращує його привабливість для продажу.

### Кондиціювання
Попереднє охолодження блоків кондиціонерів, чілерів
Ефективність систем охолодження повітря знижується в спекотні дні, тобто саме тоді, коли так потрібне прохолодне повітря. Потужність охолодження може знизитися на 10-15%, а споживання електроенергії навпаки вирости на 25-30%. Проблеми виникають в конденсаторах, які охолоджують холодоагент. Установка системи туманоутворення значно підвищує ефективність систем кондиціонування за рахунок охолодження повітря, що подається на охолодження радіаторів теплообмінника. При цьому знижується споживання електроенергії самою системою кондиціонування.

### Боротьба з пилом, комарами, комахами
Туман дозволяє боротися з настирливою мошкою, комарами і мухами, пригнічує діяльність патогенних організмів, що викликають неприємний запах.

### Деревообробна промисловість
Обробка та зберігання деревини, виробництво в меблевих і лакофарбових цехах
Завдяки системі туманоутворення вдається підтримувати вміст вологи на стабільному рівні, мінімізуючи її зміни. Що стосується дерев'яних виробів, зазвичай рівноважний вміст вологи 6% -11% залежно від географічного розташування та кліматичних умов. Для досягнення такого показника необхідно підтримувати вологість повітря в діапазоні від двадцяти п'яти до п'ятдесяти відсотків. Оскільки дерево знаходить розмірну стабільність в точці насичення вологою його волокон, заходи, вжиті, щоб уникнути втрат вологи або перевищення вмісту вологи над цим рівнем, допомагають усунути такі несприятливі явища як зморщування, розбухання, жолоблення, розкол або розтріскування. При підтримці цього показника вдається уникнути непотрібної напруги дерев'яних волокон або неналежної зміни розмірів дерев'яних виробів. Це призводить до більш високої якості виробів.

### Виробничі приміщення друкарень
Виготовлення та зберігання паперової продукції
При зміні вологості повітря, зміниться вологість паперу, картону та інших гігроскопічних матеріалів, а, отже, й їхні лінійні розміри. Зміна розмірів позначається на точності суміщення фарб при друкуванні, а також приводить до браку й на інших етапах поліграфічного виробництва: різанні, склеюванні, вирубці, фальцюванню, тисненні тощо. Найбільш критична зміна розмірів гігроскопічних матеріалів при значному зменшенні їхньої вологості. Якщо повітря дуже сухе, то матеріал віддасть у повітря велику кількість вологи. Надмірне висушування веде до усадки і розриву волокон матеріалу. Папір та картон закручуються по краях. Таке висушування гігроскопічних матеріалів є, зазвичай, незворотним руйнуючим процесом, що призводить до втрат матеріалів, що використовуються в друкарні, не лише в процесі виробництва, але і при їхньому зберіганні. Наведені вище приклади свідчать про те, що необхідна вологість повітря за допомогою системи туманоутворення є важливою складовою комфортних умов праці, невпинного, якісного процесу поліграфічного виробництва і якісного зберігання всіх чутливих до зволоження матеріалів та готової продукції.

### Винні льохи
Що стосується зберігання вина, підвищення відносної вологості повітря за допомогою систем туманоутворення може значно понизити випаровування вина з дубових бочок. Приміщення для зберігання вин повинні бути чистими, темними, добре вентильованими, температура повітря 8-16°С, відносна вологість — 70-75%. За рахунок підтримки певної вологості повітря, можна уникнути складних процедур «герметизації» (конопачення) бочок і пов'язаних з ними витрат. Це не лише допомагає заощадити час і гроші у виноробстві, але й підвищує якість виробленого вина.

### Усунення запахів
Системи «туманоутворення» використовуються для усунення запахів, що виникають при обробці твердих відходів або при мікробному розкладанні відходів тваринного походження, для поглинання шкідливих летючих сполук, на хімічних заводах, станціях по збору і транспортуванню відходів, будівельних майданчиках, похованнях і звалищах, заводах харчової промисловості та нафтопереробних заводах з рафінації олій, ставках для аерації, паперових фабриках тощо.

### Оренда обладнання кейтеринговими компаніями
Для проведення різних заходів та урочистостей. Для автономного використання, мобільного та локального застосування, а також при відсутності джерела води використовуються пересувні туманоутворюючі установки вентиляційного типу.

### Декоративний туман
Для створення ефекту натурального туману в будь-який час доби навколо басейнів і фонтанів, навколо водойм, на клумбах і в садах, на альпійських горах і на будь-якій відкритій або закритій території.